# 55 Sagittarii
55 Sagittarii, eller e2 Sagittarii, är en gulvit underjätte i stjärnbilden Skytten.
55 Sagittarii har visuell magnitud +5,05 och är svagt synlig för blotta ögat vid normal seeing. Den befinner sig på ett avstånd av ungefär 175 ljusår.